# Arrondissement d'Auch
L'arrondissement d’Auch est une division administrative française, située dans le département du Gers et la région Occitanie.

## Composition

### Composition avant 2015
Liste des cantons de l’arrondissement d'Auch :
- canton d'Auch-Nord-Est (et ancien canton d'Auch-Nord) ;
- canton d'Auch-Nord-Ouest ;
- canton d'Auch-Sud-Est-Seissan ;
- canton d'Auch-Sud-Ouest (et ancien canton d'Auch-Sud) ;
- canton de Cologne ;
- canton de Gimont ;
- canton de Jegun ;
- canton de L'Isle-Jourdain (Gers) ;
- canton de Lombez ;
- canton de Samatan ;
- canton de Saramon ;
- canton de Vic-Fezensac.

### Découpage communal depuis 2015
Depuis 2015, le nombre de communes des arrondissements varie chaque année soit du fait du redécoupage cantonal de 2014 qui a conduit à l'ajustement de périmètres de certains arrondissements, soit à la suite de la création de communes nouvelles. Le nombre de communes de l'arrondissement d'Auch est ainsi de 154 en 2015, 154 en 2016 et 134 en 2017.
Au 1er janvier 2024, l'arrondissement groupe les 134 communes suivantes :
1. Ansan
2. Antras
3. Aubiet
4. Auch
5. Augnax
6. Auradé
7. Aurimont
8. Auterive
9. Ayguetinte
10. Bazian
11. Beaupuy
12. Bédéchan
13. Belmont
14. Betcave-Aguin
15. Bézéril
16. Bezolles
17. Biran
18. Blanquefort
19. Bonas
20. Boulaur
21. Cadeillan
22. Caillavet
23. Callian
24. Castelnau-Barbarens
25. Castéra-Verduzan
26. Castillon-Debats
27. Castillon-Massas
28. Castillon-Savès
29. Castin
30. Cazaux-d'Anglès
31. Cazaux-Savès
32. Clermont-Savès
33. Crastes
34. Duran
35. Endoufielle
36. Escornebœuf
37. Espaon
38. Frégouville
39. Garravet
40. Gaujac
41. Gaujan
42. Gazax-et-Baccarisse
43. Gimont
44. Giscaro
45. L'Isle-Arné
46. L'Isle-Jourdain
47. Jegun
48. Juilles
49. Justian
50. Labastide-Savès
51. Lahas
52. Lahitte
53. Lartigue
54. Lavardens
55. Laymont
56. Leboulin
57. Lias
58. Lombez
59. Lupiac
60. Lussan
61. Marambat
62. Marestaing
63. Marsan
64. Maurens
65. Mérens
66. Mirannes
67. Mirepoix
68. Monblanc
69. Monferran-Savès
70. Mongausy
71. Montadet
72. Montamat
73. Montaut-les-Créneaux
74. Montégut
75. Montégut-Savès
76. Montiron
77. Montpezat
78. Mourède
79. Nizas
80. Noilhan
81. Nougaroulet
82. Ordan-Larroque
83. Pavie
84. Pébées
85. Pellefigue
86. Pessan
87. Peyrusse-Grande
88. Peyrusse-Massas
89. Peyrusse-Vieille
90. Polastron
91. Pompiac
92. Preignan
93. Préneron
94. Pujaudran
95. Puycasquier
96. Puylausic
97. Razengues
98. Riguepeu
99. Roquebrune
100. Roquefort
101. Roquelaure
102. Roques
103. Rozès
104. Sabaillan
105. Saint-André
106. Saint-Arailles
107. Saint-Caprais
108. Sainte-Christie
109. Saint-Élix-d'Astarac
110. Saint-Jean-Poutge
111. Saint-Lary
112. Saint-Lizier-du-Planté
113. Saint-Loube
114. Sainte-Marie
115. Saint-Martin-Gimois
116. Saint-Paul-de-Baïse
117. Saint-Pierre-d'Aubézies
118. Saint-Sauvy
119. Saint-Soulan
120. Samatan
121. Saramon
122. Sauveterre
123. Sauvimont
124. Savignac-Mona
125. Ségoufielle
126. Sémézies-Cachan
127. Seysses-Savès
128. Simorre
129. Tirent-Pontéjac
130. Tournan
131. Tourrenquets
132. Tudelle
133. Vic-Fezensac
134. Villefranche-d'Astarac

## Démographie
En 2022, l'arrondissement comptait 84 144 habitants.
| 1968   | 1975   | 1982   | 1990   | 1999   | 2006   | 2011   | 2016   | 2021   |
| ------ | ------ | ------ | ------ | ------ | ------ | ------ | ------ | ------ |
| 69 600 | 69 473 | 70 884 | 72 908 | 73 410 | 79 708 | 85 153 | 81 242 | 84 027 |

| 2022   | - | - | - | - | - | - | - | - |
| ------ | - | - | - | - | - | - | - | - |
| 84 144 | - | - | - | - | - | - | - | - |